# ديستيني أودوجي
ديستيني أودوجي (مواليد 28 نوفمبر 2002) هو لاعب كرة قدم إيطالي يلعب في مركز الظهير الأيسر في نادي توتنهام هوتسبير .

## روابط خارجية
- ديستيني أودوجي على موقع الاتحاد الأوربي (الإنجليزية)
- ديستيني أودوجي على موقع قاعدة بيانات كرة القدم.إي يو (الإنجليزية)
- ديستيني أودوجي على موقع ناشيونال فوتبول تيمز (الإنجليزية)
- ديستيني أودوجي على موقع Soccerbase.com (لاعب) (الإنجليزية)
- ديستيني أودوجي على موقع Soccerway.com (الإنجليزية)
- ديستيني أودوجي على موقع عالم كرة القدم.نت (الإنجليزية)